# Język efate południowy
Język efate południowy, także nafsan – język austronezyjski z grupy języków oceanicznych, używany na południowym wybrzeżu wyspy Efate, należącej do państwa Vanuatu. Według danych z 2001 r. posługuje się nim 6 tys. osób.
Dialekty ze wschodniej części wyspy mają charakter przejściowy między efate południowym a efate północnym, ale przypuszczalnie są bliższe temu pierwszemu.
Jest zapisywany alfabetem łacińskim.